# The Lover's Gift

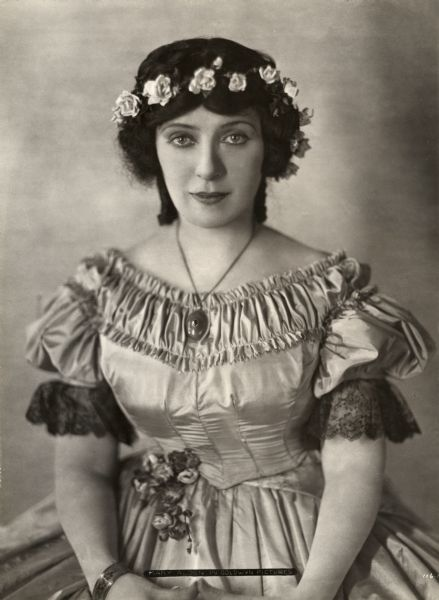
O filme estrelou Mary Alden

The Lover's Gift é um filme curto de drama mudo norte-americano de 1914. Foi estrelado por Earle Foxe, Mary Alden, Francelia Billington e George Siegmann.